# Burg Hohensax
Die Ruine der Burg Hohensax, seltener Sax, liegt in der Gemeinde Sennwald im schweizerischen Kanton St. Gallen. Sie wurde um 1200 von den Freiherren von Sax errichtet und ist seit 1446 eine Ruine.

## Lage
Die Ruine der Höhenburg liegt auf einem Felsgrat über dem Weiler Sax zwischen Gams SG und Sennwald, rund 300 m über dem Rheintal auf 750 m. ü. M.

## Geschichte
Die Burg Hohensax wurde um 1210 als Burg Sax erstmals urkundlich erwähnt. Sie wurde vom churrätischen Freiherrengeschlecht der Sax erbaut und nach ihnen benannt. Zur Burg gehörten die Dörfer Sax, Salez und Gams. Erst 1393 erscheint die Bezeichnung «Hohensax». Bei der Herrschaftsteilung von 1248 kam die Burg an Ulrich von Sax, der die Seitenlinie Sax-Hohensax begründete. 1393 wurde die Burg im Rahmen einer Familienfehde geplündert und von Ulrich Eberhard III. von Sax-Hohensax mit den Dörfern Sax und Gams an die Herzöge von Österreich verkauft. Diese setzten Ulrich Eberhard IV. als Lehensmann in die Herrschaft Hohensax ein. Dessen Bündnis mit den Appenzellern bewahrte die Burg in den Appenzellerkriegen vor der Zerstörung.
Über Elisabeth von Sax-Hohensax fielen die Burgen Hohensax und Frischenberg mit den Dörfern Gams und Sax an Kaspar von Bonstetten. Als 1405 die Appenzeller das Gebiet eroberten, erhielten die Bonstetten 1411 lediglich die Burg Hohensax und Gams zurück, die nun die Herrschaft Hohensax bildeten. 1446 eroberten die Appenzeller im Rahmen des Alten Zürichkrieges die Burg und zerstörten sie. Der Bergfried wurde dabei halbseitig zum Einsturz gebracht. Die Ruine kam 1640 zur Herrschaft Sax-Forstegg und gehört deshalb heute politisch zur Gemeinde Sennwald. Eigentümer der Anlage ist aber weiterhin die Ortsbürgergemeinde Gams. Die Ruine wurde 2008 von der Stiftung «Pro Hohensax und Frischenberg» gesichert.

## Herrschaft Hohensax
Die Herrschaft Hohensax wurde nach der Burg benannt und umfasste das Gebiet der heutigen Gemeinde Gams sowie Teile der Gemeinde Sennwald südlich des Dorfes Sax. Die Herrschaft entstand aus Erbteilung aus dem Besitz der Adelsfamilie Sax-Hohensax und war seit 1393 ein Lehen der Herzöge von Österreich. Durch die Ehe und Erbschaft fiel sie an die Familie Bonstetten, die Bürger von Zürich waren. Aus diesem Grund besetzten die Appenzeller im Alten Zürichkrieg 1446 die Herrschaft und gaben sie erst 1461 wieder an die Bonstetten zurück. Auf Wunsch der Untertanen erwarben 1497 Schwyz und Glarus die Herrschaftsrechte und schlossen sie der Landvogtei Gaster an.

## Anlage
Die Anlage umfasst eine Fläche von ca. 90 × 50 Metern. Im Zentrum der Anlage standen hinter einem Burggraben und einer Schildmauer Wohnbauten, eine Zisterne und ein 22 m hoher Bergfried. Er misst 9 × 9 m, seine Mauern sind bis zu 2,5 m dick. Auf der Südseite befand sich ein Hocheingang. Das Palas von 5 × 35 m wurde wohl noch durch Wirtschaftsgebäude im ummauerten Burghof ergänzt.

## Galerie

Ruine
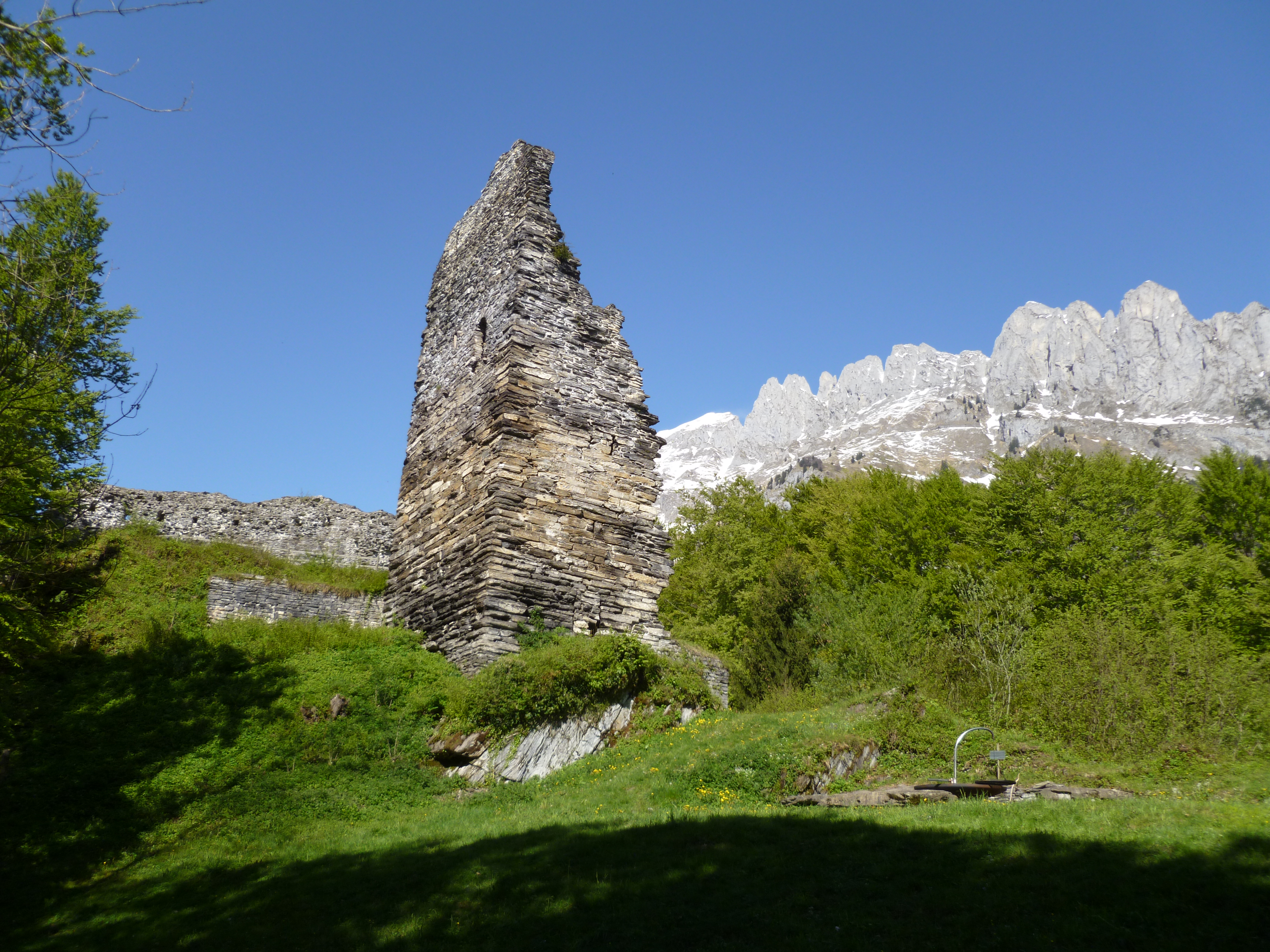
Ruine Hohensax
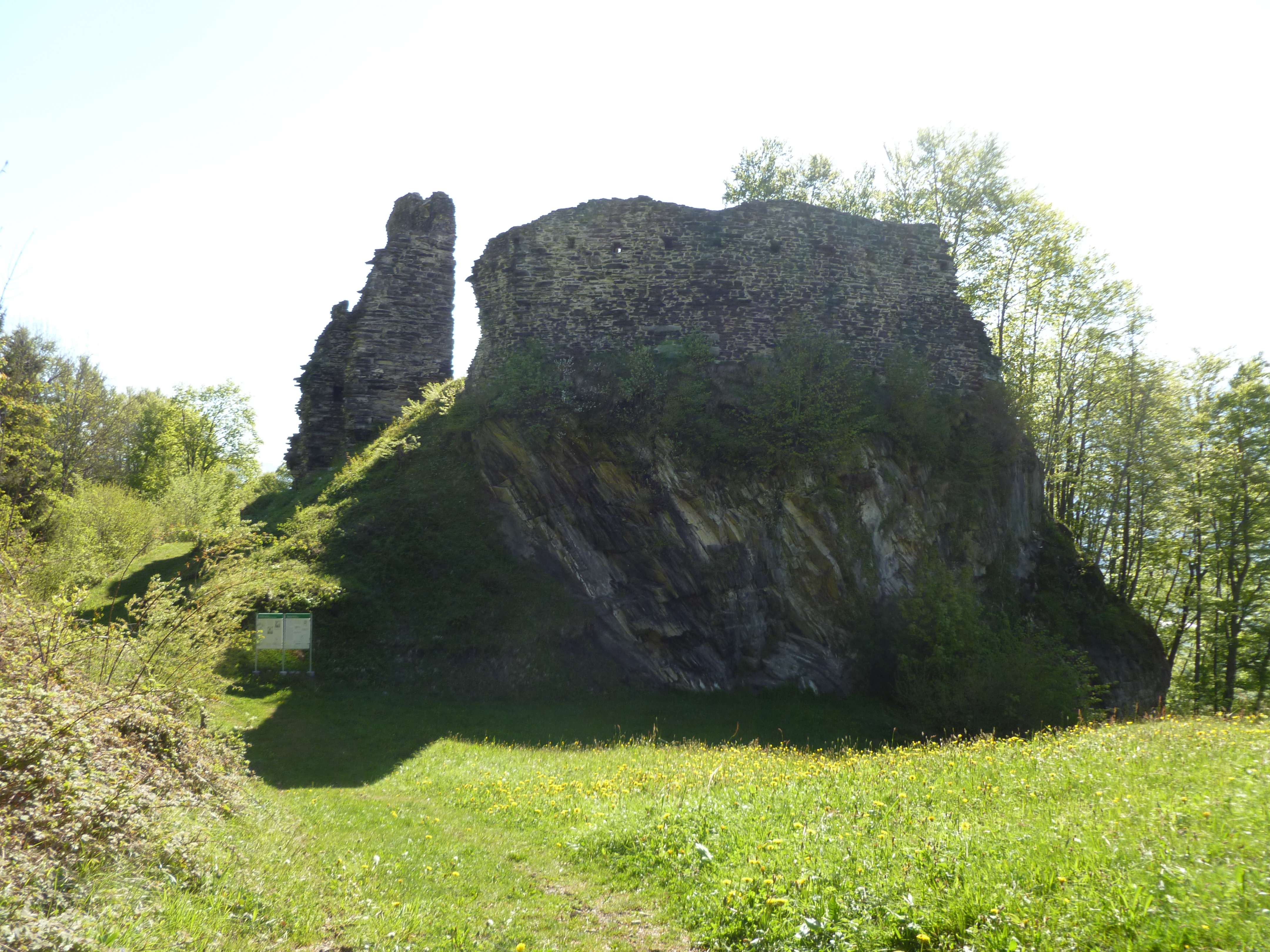
Ruine Hohensax
Panorama